# Мало Липе
Мало Липе (на словенски: Malo Lipje) е село в Словения, регион Югоизточна Словения, община Жужемберк. Според Националната статистическа служба на Република Словения през 2015 г. селото има 26 жители.